# In Person!
| Recensione | Giudizio |
| ---------- | -------- |
| AllMusic   |          |

In Person! è un album in studio del cantante statunitense Tony Bennett con la Count Basie Orchestra, pubblicato nel 1959.

## Descrizione
L'album originariamente doveva essere una registrazione dal vivo di una performance del novembre 1958 al Philadelphia's Latin Casino, ma la registrazione in mono del concerto fu ignorata dal produttore Al Ham che voleva che l'album fosse registrato in stereo. Bennett e Basie si riunirono in studio un mese dopo per ricreare il concerto dal vivo.  Il falso applauso è stato doppiato nella versione originale di In Person! da Ham e fu inserito in posizioni errate nell'album. L'effetto fu accolto negativamente e fu rimosso nella riedizione dell'album del 1994. Nella sua autobiografia, The Good Life, Bennett scrisse "non ho mai capito perché non abbiamo rilasciato la versione live. L'intero tentativo di fabbricare un pubblico fu di cattivo gusto "e che in seguito a quell'esperienza ha sempre preferito il secondo album che registrò con Basie quell'anno, Strike Up the Band . 
Basie e Bennett registrarono due album insieme nel 1959; In Person! fu pubblicato dall'etichetta discografica di Bennett, la Columbia, e Strike Up the Band fu pubblicato dall'etichetta di Basie, Roulette. 

### Accoglienza
La rivista Billboard scelse In Person! come uno dei loro "Spotlight Winners of the Week" nel marzo del 1960. 
Bruce Eder recensì positivamente la ristampa del 1994 di In Person! per Allmusic, e scrisse che "l'intonazione delicatamente sfumata di Bennett nell'apertura di "Pennies from Heaven" è più ravvicinata e personale, mentre il ritmo della band nella seconda metà della canzone è più nitido e solido che mai. Ralph Sharon, il solito accompagnatore di Bennett, si occupa del pianoforte (mentre lo stesso Basie è accreditato come leader), e il suo modo di suonare finemente articolato viene anche messo in risalto in "Lost in the Stars" e altri brani. Vale la pena ascoltarlo, e più di una volta: sono stati dischi come questo, ricostituiti in modo appropriato per i CD, a costituire la meravigliosa fine dell'eredità pop della fine degli anni '50." 

## Tracce
1. "Just in Time" (Betty Comden, Adolph Green, Jule Styne) - 1:45
2. "When I Fall in Love" (Edward Heyman, Victor Young) - 2:20
3. "Taking a Chance on Love" (Vernon Duke, Ted Fetter, John La Touche) - 1:57
4. "Without a Song" (Edward Eliscu, Billy Rose, Vincent Youmans) - 3:06
5. "Fascinating Rhythm" (Gershwin, Ira Gershwin) - 1:30
6. "(In My) Solitude" (Eddie DeLange, Duke Ellington, Irving Mills) - 3:35
7. "Pennies from Heaven" (Johnny Burke, Arthur Johnston) - 2:33
8. "Lost in the Stars" (Maxwell Anderson, Kurt Weill) - 4:01
9. "Firefly" (Cy Coleman, Carolyn Leigh) - 1:39
10. "There Will Never Be Another You" (Mack Gordon, Harry Warren) - 3:16
11. "Lullaby of Broadway" (Al Dubin, Warren) - 3:13
12. "Ol' Man River" (Oscar Hammerstein II, Jerome Kern) - 5:00

## Crediti
- Tony Bennett - voce

### Count Basie Orchestra
- Thad Jones, Joe Newman, Snooky Young, Wendell Culley - tromba
- Henry Coker, Benny Powell, Al Grey - trombone
- Marshal Royal - sax contralto, clarinetto
- Frank Wess - sax contralto e tenore, flauto
- Frank Foster - sax tenore, flauto
- Billy Mitchell - sax tenore, clarinetto
- Charlie Fowlkes - sax baritono, flauto, clarinetto basso
- Freddie Green - chitarra elettrica
- Ralph Sharon - pianoforte, arrangiatore
- Eddie Jones - contrabbasso
- Candido Camero - bongo
- Sonny Payne - batteria

### Personale tecnico
- Al Ham - produttore
- Didier C. Deutsch - produttore associato
- Al Ham - produttore associato
- Frank Laico - ingegnere
- Cliff Morris - ingegnere
- Seymour Mednick - fotografia
- Kevin Boutote - mastering
- Bob Burns - appaltatore